# Xenylla womersleyi
Xenylla womersleyi är en urinsektsart som beskrevs av da Gama 1974. Xenylla womersleyi ingår i släktet Xenylla och familjen Hypogastruridae. Inga underarter finns listade i Catalogue of Life.